# Васил Прасков
Васил Прасков е български поет, писател и активист, един от основателите на радикалните проекти „Рамбо 13“ и Нова социална поезия.

## Биография
Васил Прасков е роден на 2 август 1975 година в София. Завършва философия в Софийския университет „Св. Климент Охридски“. Първата му публикация е в коледния брой на Литературен вестник за 1993 година. Впоследствие публикува и в изданията „Литературен форум“, „Витамин Б“, „Мирна“, „Ах, Мария“. Първата му стихосбирка „Малките“ печели награда на министерството на културата на литературния конкурс в Равда през 1995 година. Втората му стихосбирка „География на времето“ е издадена като награда от конкурс на Литературен вестник. Бил е председател на литературно-философски кръг „Идиот“.
В края на 90-те години на XX век е гост-редактор във в. „Литературен форум“, отговарящ за месечното приложение за ъндърграунд и субкултура „Мухозоли“, както и водещ на рубриката „Идиот“ в същото издание. От 1999 г. до 2016 г. е част от кръга „Рамбо 13“.
През 2016 година напуска „Рамбо 13“, ставайки съавтор на „Манифест на новата социална поезия“, както и един от инициаторите на създаването на групата „Нова социална поезия“. През лятото на 2017 година Прасков и част от редакторите на групата се отделят като Нова асоциална поезия.

## Произведения

### Поезия
- „Малките“. София: „Аудитория“, 1994
- „География на времето“. София: „Литературен вестник“, 1996
- „Слабини“. София: „Пергамент“, 2015[5][6]
- Езикът, на който умирам. София: „Библиотека България“, 2019

### Проза
- „Arest.com“. София: „Пергамент“, 2014